# مقاطعة ليفينوورث (كانساس)
مقاطعة ليفينوورث (بالإنجليزية: Leavenworth County)‏ هي إحدى المقاطعات في ولاية كانساس، الولايات المتحدة الأمريكية.

## أعلام
- إرنست فوكس نيكولز